# Begowal
Begowal (o Begowala) è una suddivisione dell'India, classificata come nagar panchayat, di 9.612 abitanti, situata nel distretto di Kapurthala, nello stato federato del Punjab. In base al numero di abitanti la città rientra nella classe V (da 5.000 a 9.999 persone).

## Geografia fisica
La città è situata a 31° 37' 0 N e 75° 31' 0 E e ha un'altitudine di 224 m s.l.m..

## Società

### Evoluzione demografica
Al censimento del 2001 la popolazione di Begowal assommava a 9.612 persone, delle quali 4.954 maschi e 4.658 femmine. I bambini di età inferiore o uguale ai sei anni assommavano a 1.162, dei quali 673 maschi e 489 femmine. Infine, coloro che erano in grado di saper almeno leggere e scrivere erano 6.408, dei quali 3.434 maschi e 2.974 femmine.